# Rush River (Wisconsin)
Rush River es un pueblo ubicado en el condado de St. Croix en el estado estadounidense de Wisconsin. En el Censo de 2010 tenía una población de 508 habitantes y una densidad poblacional de 11,03 personas por km².

## Geografía
Rush River se encuentra ubicado en las coordenadas 44°54′20″N 92°24′19″O / 44.90556, -92.40528. Según la Oficina del Censo de los Estados Unidos, Rush River tiene una superficie total de 46.06 km², de la cual 46.05 km² corresponden a tierra firme y (0%) 0 km² es agua.

## Demografía
Según el censo de 2010, había 508 personas residiendo en Rush River. La densidad de población era de 11,03 hab./km². De los 508 habitantes, Rush River estaba compuesto por el 96.85% blancos, el 0.39% eran afroamericanos, el 0.39% eran amerindios, el 1.97% eran asiáticos, el 0% eran isleños del Pacífico, el 0.2% eran de otras razas y el 0.2% pertenecían a dos o más razas. Del total de la población el 2.36% eran hispanos o latinos de cualquier raza.